# Warhammer Fantasy Roleplay
Warhammer Fantasy Roleplay (förkortat WFRP eller WHFRP) är ett rollspel baserat på samma värld som figurspelet Warhammer Fantasy Battles. Under åren har spelet gått igenom flera faser och olika förläggare, de flesta på något sätt relaterade till Games Workshop. Med ökat fokus på deras figurspel licensierades det ut till en dedikerad avdelning och sedan till annat företag. När version två av rollspelet släpptes hade licensen gått tillbaka till Games Workshop och utvecklades genom företagets dotterbolag Black Industries. Sedan början av 2008 har Fantasy Flight Games licens att ge ut spelet.
Till den första utgåvan av WFRP släpptes den välkända och högt lovordade kampanjen The Enemy Within. En omskriven version av den sista, femte delen - Empire in Flames - skulle ha släppts av Hogshead Publishing med titeln Empire in Chaos, vilket dock aldrig blev av. Black Industries valde att skapa en ny kampanj, Paths of the Damned, till den andra utgåvan av spelet istället för en nytryckning av The Enemy Within. Den har följts av allena äventyr som Barony of the Damned och Terror in Talabheim, men även kortare äventyr i varje modul, som till exempel i boken om Bretonnia eller The Empire.
I slutet av november 2009 släpptes den tredje utgåvan av spelet av Fantasy Flight Games. Spelet kommer i en stor låda med flera kort och markörer samt fyra stycken regelböcker.
2018 utgavs en fjärde utgåva av spelet, av Cubicle 7.

## Kampanjmiljö
Warhammer Fantasy Roleplay delar samma germanska, ödesmättade bakgrund som figurspelet Warhammer Fantasy Battle, som ligger till grund för rollspelet, från Games Workshop. Eftersom rollspelets fokus ligger på enskilda karaktärer istället för arméer, är WFRP:s kampanjmiljö mycket mer detaljerad än den är i figurspelet. Fokusförändringen gör även rollspelet mycket barskare och farligare än figurspelet.
Den primära miljön för WFRP är The Empire, en region i The Old World och är löst baserad på Tysk-romerska riket, med ett antal baronier, slottslän och hertigdömen formade efter dess grevar, grevinnor, hertigar och hertiginnor. Andra framstående regioner är Bretonnia, baserad på medeltida Frankrike blandad med Kung Artur-mytologi; Kislev, baserad på medeltida Polen och Tsarryssland; samt The Wastelands, baserad på Nederländerna. Andra länder utforskas inte lika noga men nämns ofta. Dessa är bland andra de splittrade områdena Estalia och Tilea, formade efter Spanien och stadsstaterna i renässansens Italien; Araby, en blandning av arabiskt kalifat och Persien; och i mindre omfattning Cathay (Kina), Ind (Indien), Lustria (Sydamerika) och ön Albion (Brittiska öarna).
Även om Warhammer Fantasy Roleplay delar flera drag med andra populära fantasymiljöer (såsom alver och orcher) så är Warhammer kronologiskt sett placerat senare än de flesta andra fantasyspel, närmare en tidig renässans sett till teknologins och samhällets utveckling. Krutvapen finns väl tillgängliga, även om de är dyra och opålitliga, och en växande medelklass med handelsmän har börjat utmana adelns styre.
Ett av de mest utmärkande dragen hos Warhammer Fantasy Roleplay är Chaos. Medan de kaotiska trupperna i figurspelet framställs som härjande mörka riddare och monster, så är Chaos i rollspelet en lömsk kraft som gnager på samhällets rötter. Hemliga kulter i samhällets samtliga skikt försöker omkullkasta den sociala hierarkin för att öka sin egen makt. Mutanter gömmer sig i skogarna utanför de stora städerna, samtidigt som Skaven, det lömska råttfolket, gräver tunnlar under dem.
Magi i Warhammer är något som rätteligen räds och avskys. Magins essens är sprungen ur, och därmed korrumperad av Chaos. Magins utövare i Warhammer vandrar hela tiden på gränsen mellan död, korruption och relativ säkerhet.

## Publiceringshistoria
Warhammer Fantasy Roleplay publicerades första gången 1986 av Games Workshop. Målet var att öka populariteten hos figurspelet Warhammer Fantasy Battles. Tidiga produkter, som de populära Realms of Chaos böckerna, innehöll material till både roll- och figurspelet, och regler för konvertering systemen emellan publicerades. Efter publiceringen av The Enemy Within och ett antal mindre supplement, valde Games Workshop att lägga om sin fokusering. Man hade funnit att försäljning av tennfigurer var mer lönsamt än att enbart publicera spelböcker. WFRP bidrog föga till att sälja figurer, och inkluderingen av material till WFRP i böcker till WFB och WH40K hade gjort lite för att öka försäljningen av dessa produkter.
1989 lämnades publicering av Warhammer Fantays Roleplay över till Flame Publications, ett dotterbolag till Games Workshop helt inriktat på produktion av rollspel. Flame publicerade Doomstones Campaign, en serie äventyr skriven av frilansande författare som från början var menad för Dungeons & Dragons, samt Warhammer Companion som var menat att utkomma varje kvartal. 1992 lades Flame ned på grund av finansiella problem.
1995 erhöll Hogshead Publications licens att publicera Warhammer Fantasy Roleplay. Hogshead gav ut en reviderad utgåva av regelboken, samt en nytryckt utgåva av The Enemy Within. Man gav även ut det 15 år försenade magisupplementet Realms of Sorcery och ett antal nya äventyr och bakgrundsupplement. Hogshead hade ett antal begränsningar i sina publiceringsrättigheter, och Games Workshop hade en utförlig kontroll för att försäkra sig om att material inte frångick eller motsade källan Warhammer Fantasy Battles. 2002 sålde Hogsheads ägare James Wallis sitt företag och lämnade därmed tillbaks licensen till Games Workshop. Flera av Hogsheads projekt övergavs, däribland ett Skavensupplement och en helt omskriven version av sista delen till The Enemy Within.
2004 tillkännagav Games Workshop att Warhammer Fantasy Roleplay åter skulle tas i produktion. GW:s Black Industries, ett underbolag till Black Library, skulle stå för publicering av en andra utgåva av WFRP medan Green Ronin Publishing stod för själva produktionen. Den andra utgåvan använde stort sett samma system som första utgåvan, även om delar ändrades eller skrevs om (magisystemet byttes till exempel ut helt). Den andra utgåvan uppdaterade även kampanjmiljön för att stämma överens med den utveckling som skett i Warhammer Fantasy Battle sedan första utgåvan. Den nya regelboken kom i tryck 2005, och följdes sedan av en hög produktionshastighet som resulterade i flera nya supplement, däribland en ny episk kampanj (Paths of the Damned), monster-, utrustnings- och bakgrundsupplement samt ett antal kortare äventyr.
I januari 2008 tillkännagav Black Industries att man skulle lämna rollspelsmarknaden. Följande månad tillkännagav Fantasy Flight Games att de erhållit publiceringsrättigheter till samtliga bräd-, kort- och rollspel baserade på Games Workshops material. Ytterligare två supplement producerades innan man tillkännagav en ny utgåva.
Denna tredje utgåva av Warhammer Fantasy Roleplay använder ett helt nytt regelsystem som skiljer sig påtaglig från tidigare utgåvor, främst genom att utformningen och spelmekaniken fått flera lösningar som är mer typiska för brädspel. Sedan publiceringen av den nya regelboxen 2009 har Fantasy Flight Games släppt ett antal större och mindre supplement.